# كربال مجدول
كربال مجدول (الاسم العلمي:Ifloga verticillata) هو نوع من النباتات يتبع جنس الكربال من الفصيلة النجمية.